# 下沙高教园区
下沙高等教育园区位于杭州东部的杭州经济技术开发区，是浙江省最大的高等教育园区。浙江省人民政府于2000年8月决定筹建，于2001年正式成立。

## 简介
园区占地10.91平方公里，拥有15所包括理工科、文科在内的高等学校。分为东、西两区，西区濒临下沙镇和市区，开发时间比东区要早。

## 高校
东区7所
- 浙江工商大学
- 浙江财经大学
- 杭州师范大学钱江学院
- 浙江水利水电学院
- 浙江经贸职业技术学院
- 浙江金融职业学院
- 浙江经济职业技术学院

西区8所
- 杭州电子科技大学
- 浙江理工大学
- 中国计量大学
- 浙江传媒学院
- 中国计量大学现代科技学院
- 浙江警官职业学院
- 杭州职业技术学院
- 浙江育英职业技术学院